# Stefano Torelli

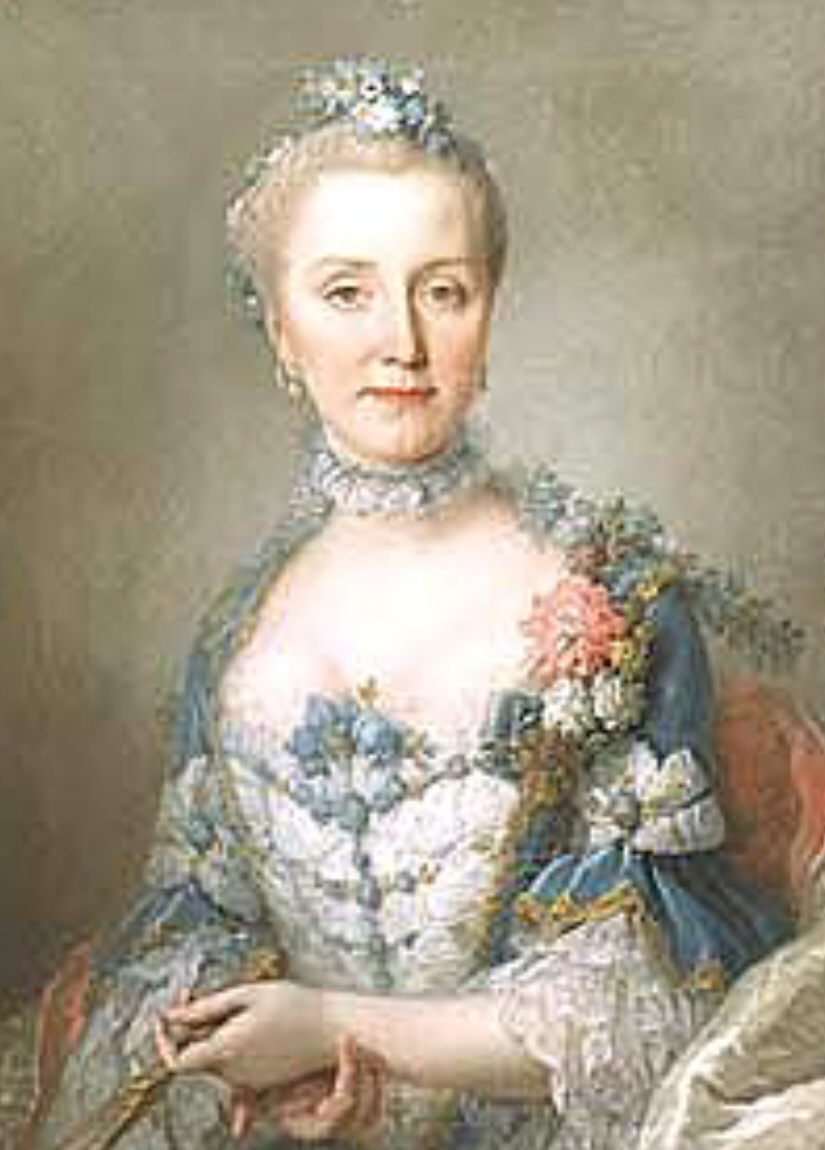
Ritratto di Caroline Tugendreich, 1762 circa

Stefano Torelli (Bologna, 1712 – San Pietroburgo, 1784) è stato un pittore italiano.

## Biografia
Nacque a Bologna in una famiglia di artisti, sia il padre Felice, che sua madre Lucia Casalini (1677-1762), furono dei pittori.
Proprio dal padre ha appreso i primi insegnamenti sulla pittura per poi passare sotto la guida di Francesco Solimena.
Nel 1740 venne invitato dal principe polacco Augusto III, a Dresda, per dipinge pale d'altare e le decorazioni dei palazzi, distrutti nella Guerra dei Sette Anni. Nel 1762 fu chiamato alla corte russa, dove dipinse soffitti del Palazzo Reale, e alcuni ritratti, tra questi ultimi uno dell'imperatrice Elisabetta in armatura. Era un abile caricaturista e inciso pochi piatti. Morì a San Pietroburgo.
A San Pietroburgo ottiene i più alti riconoscimenti istituzionali: dapprima membro dell'Accademia di Belle Arti, ne diviene in seguito professore onorario e raggiunge l'apice con la nomina a pittore di corte dell'imperatrice Caterina II.

## Opere

### Galleria d'immagini

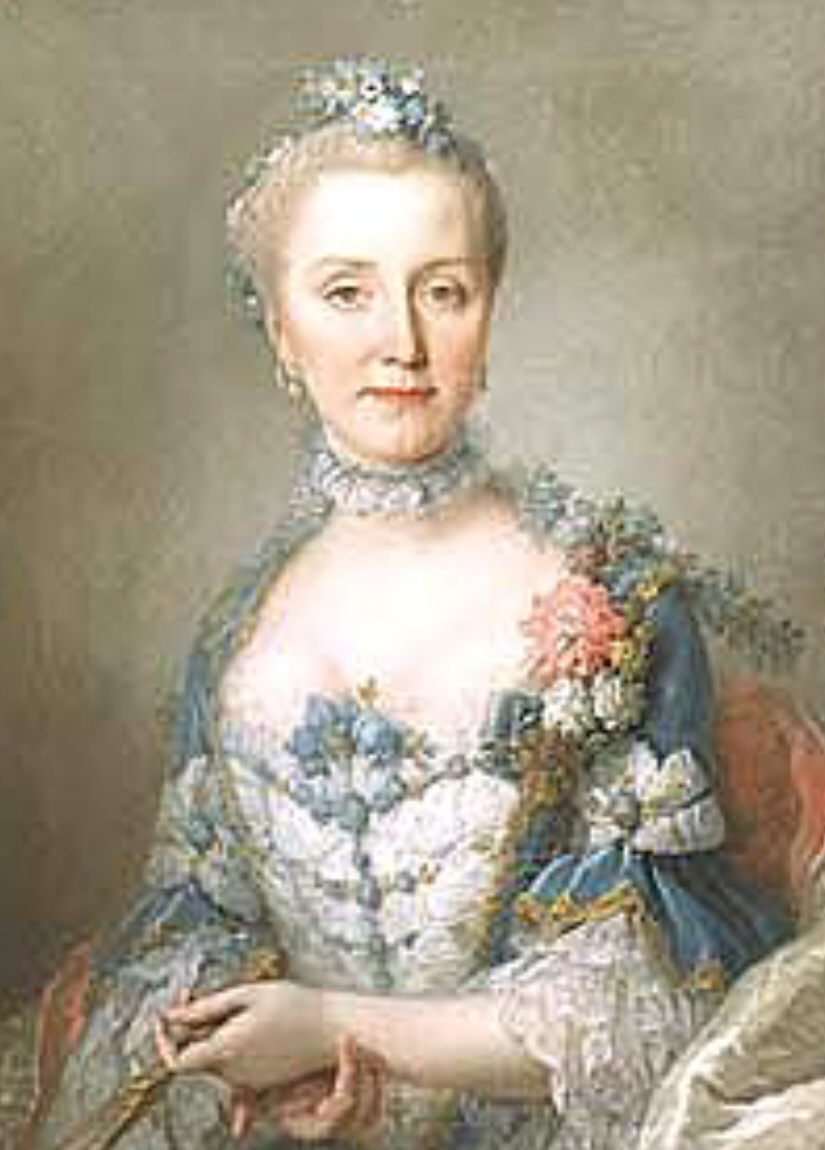
Ritratto di Caroline Tugendreich, 1762 circa
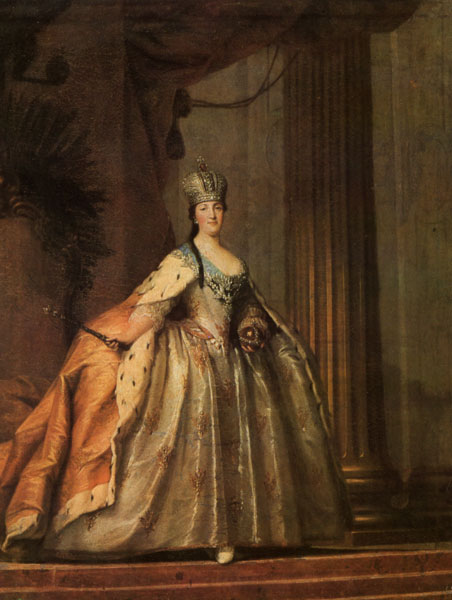
Ritratto di Caterina II
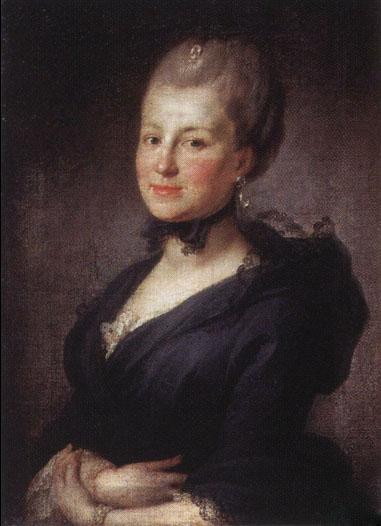
Ritratto di Anastasia Sokolova, moglie di José de Ribas
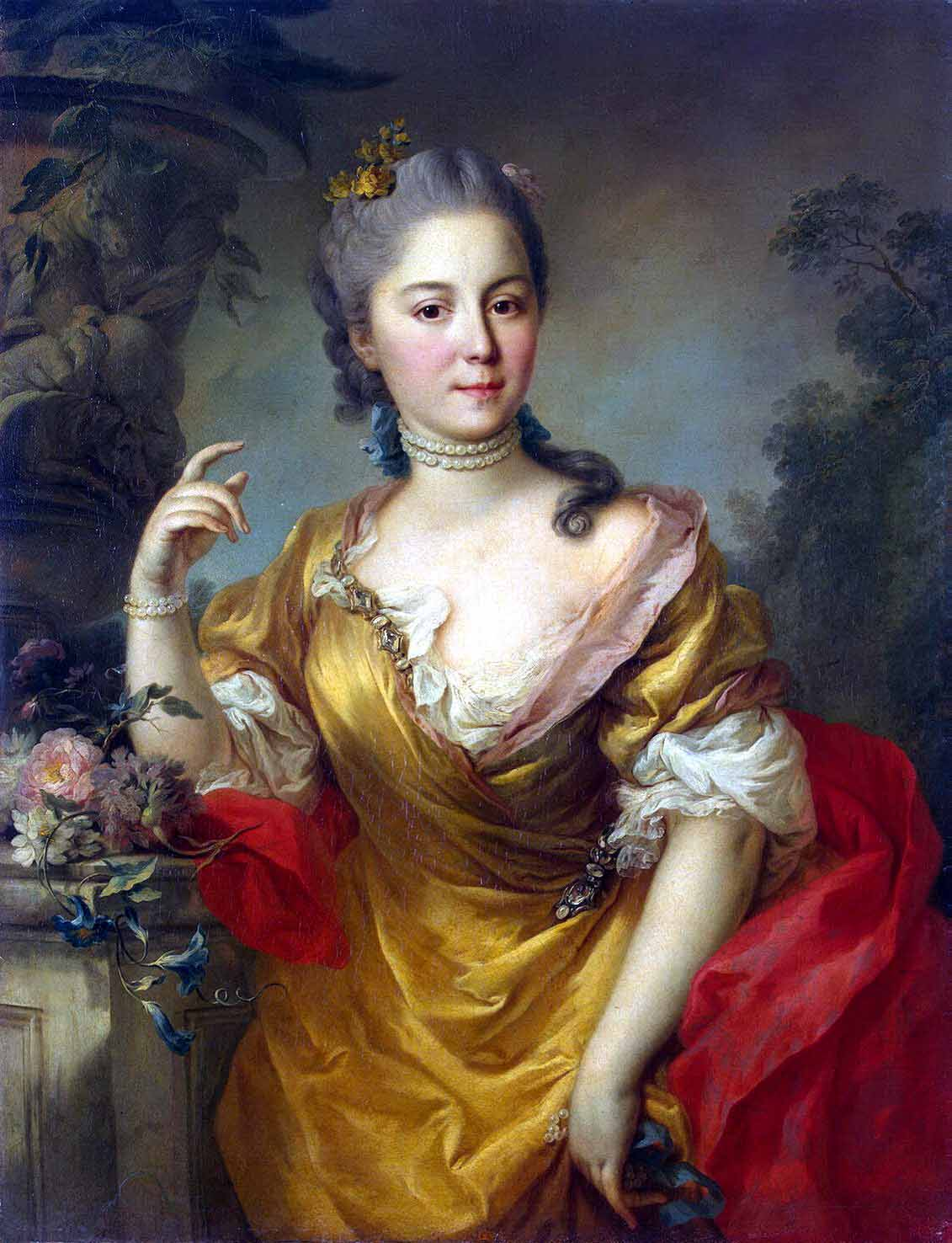
Ritratto di Anna Chernysheva
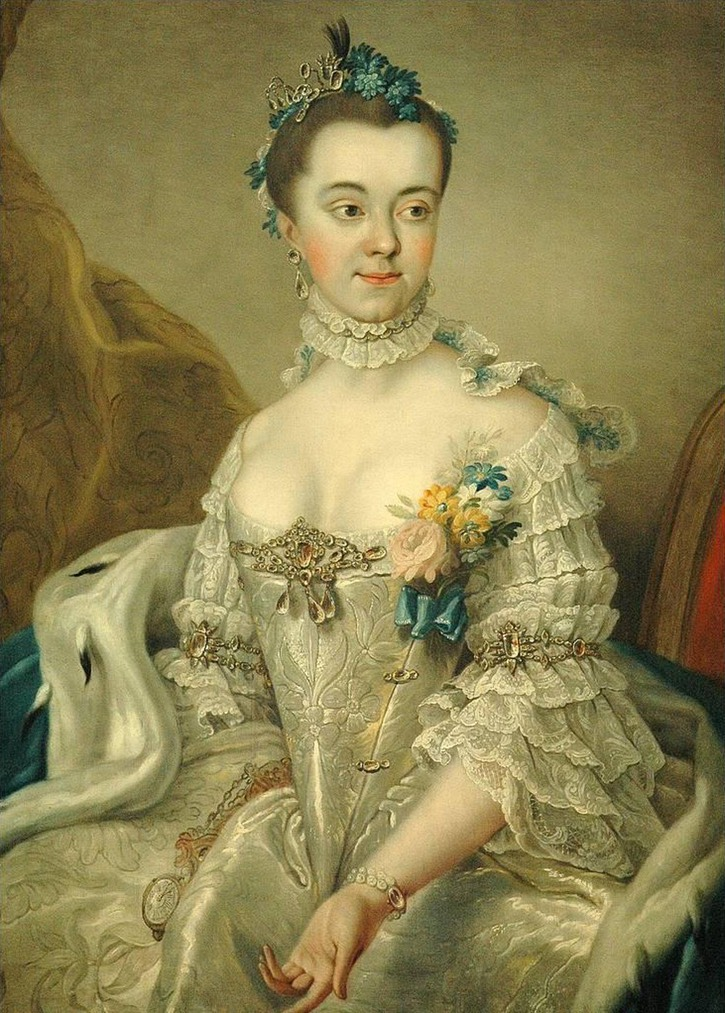
Ritratto di Charlotte Amalie of Pløn duchessa di Augustenburg
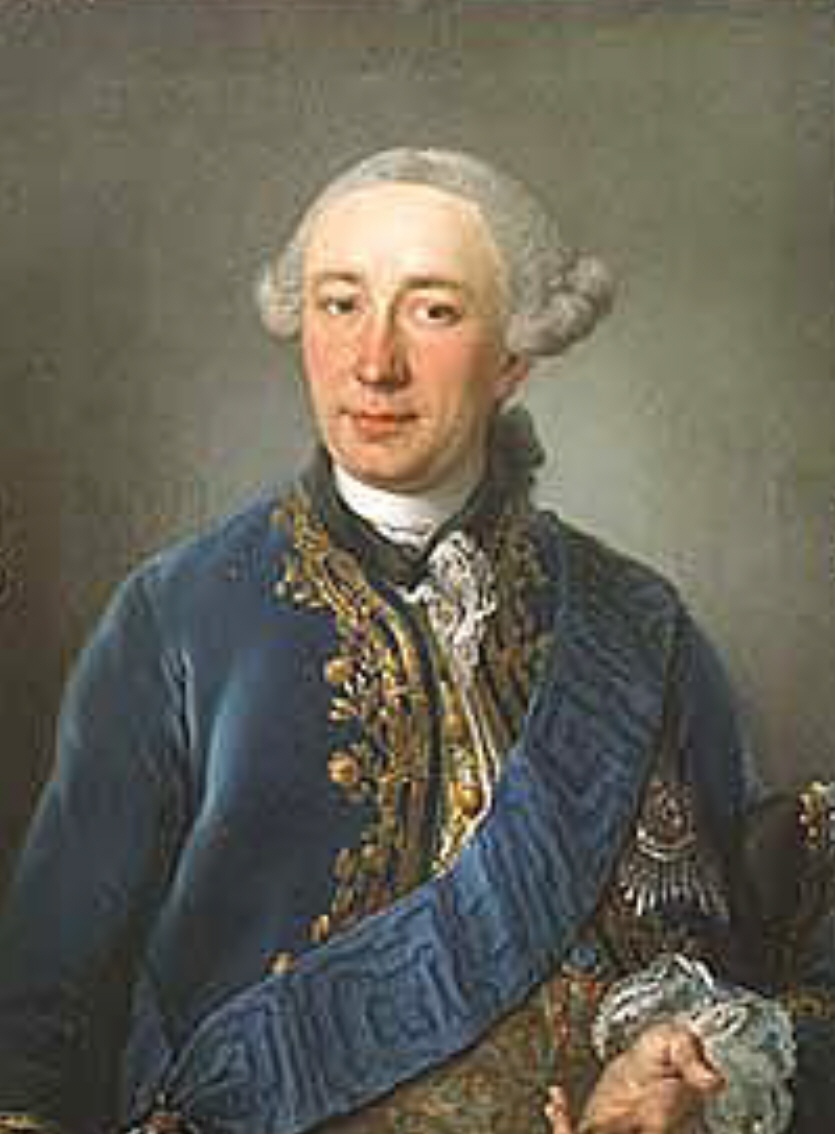
Ritratto di Heinrich Schimmelmann  1762
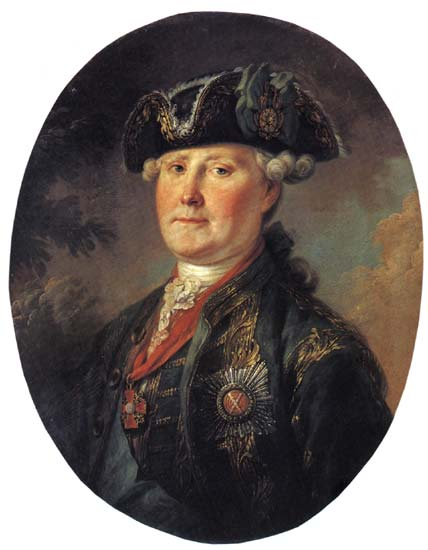
Ritratto di Semën Kirillovič Naryškin
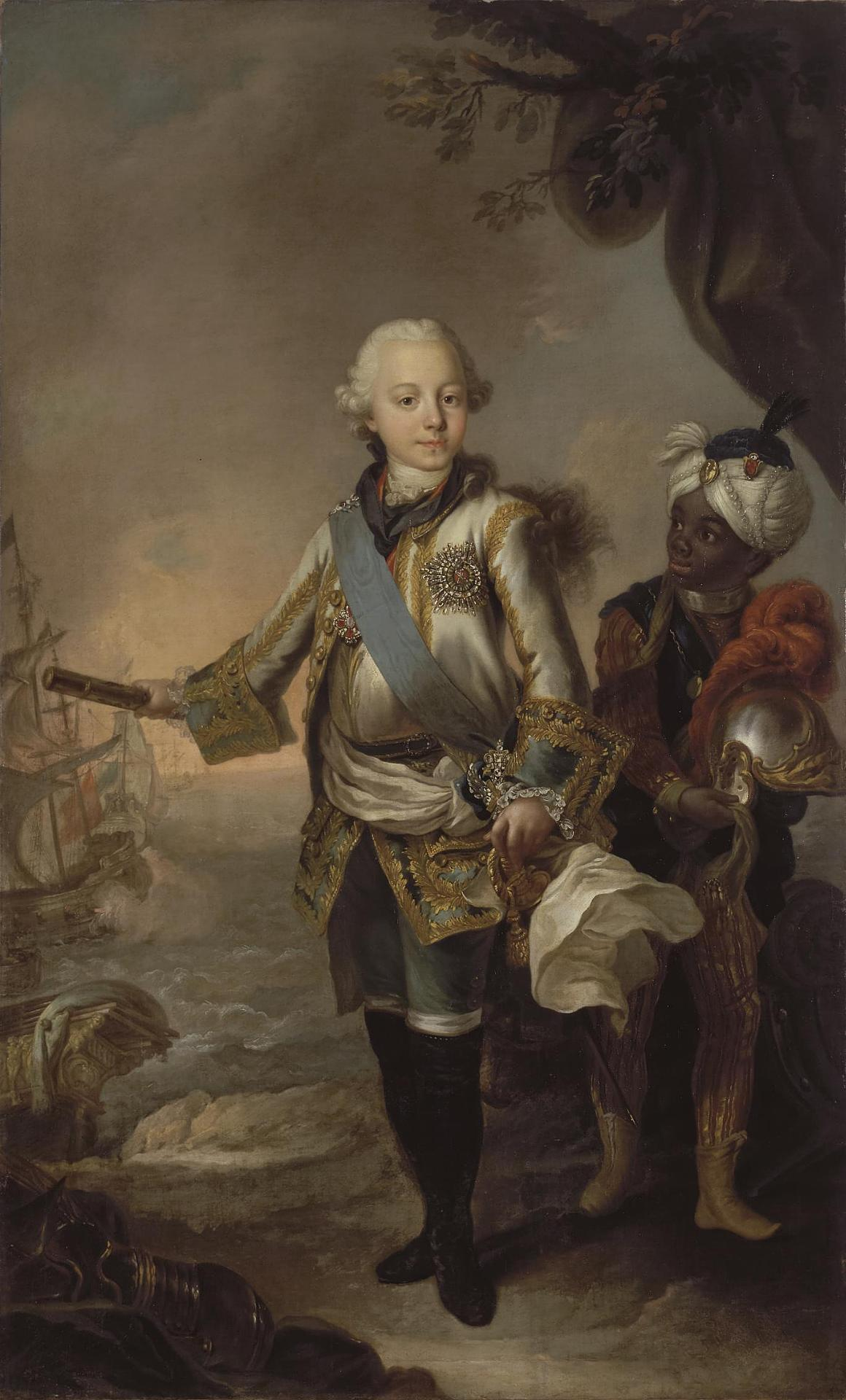
Ritratto del Grand Duca Pavel Petrovich
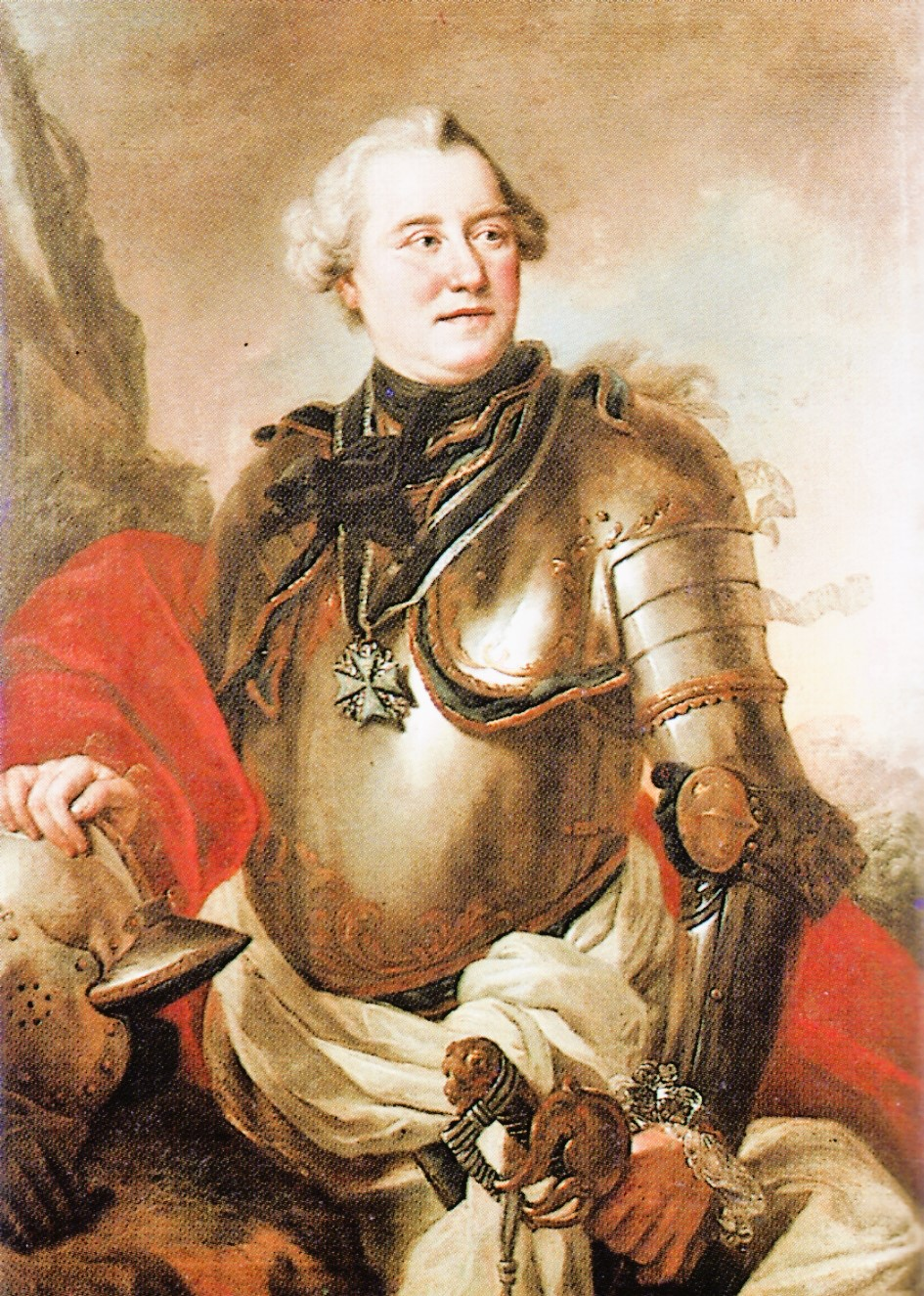
Ritratto di Egmont von Chasôt
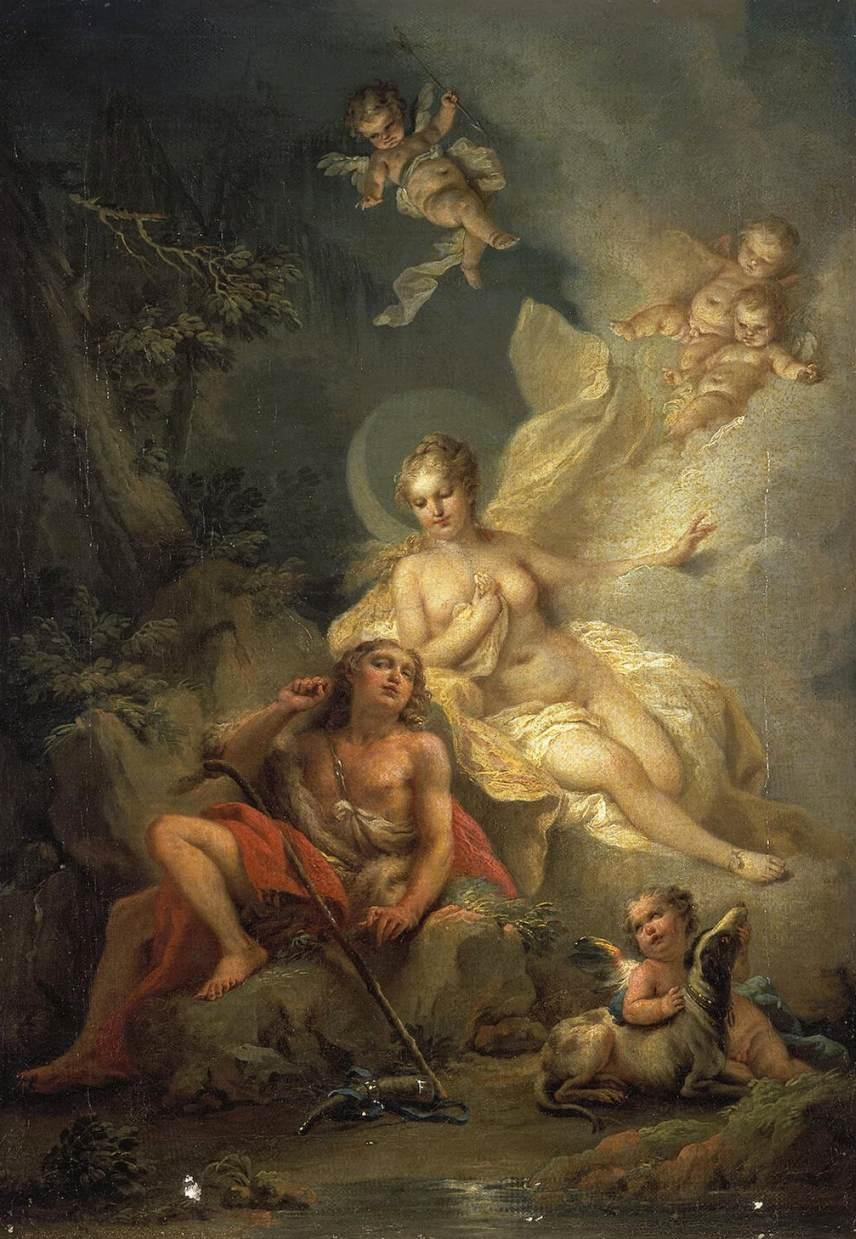
Diana ed Endimione
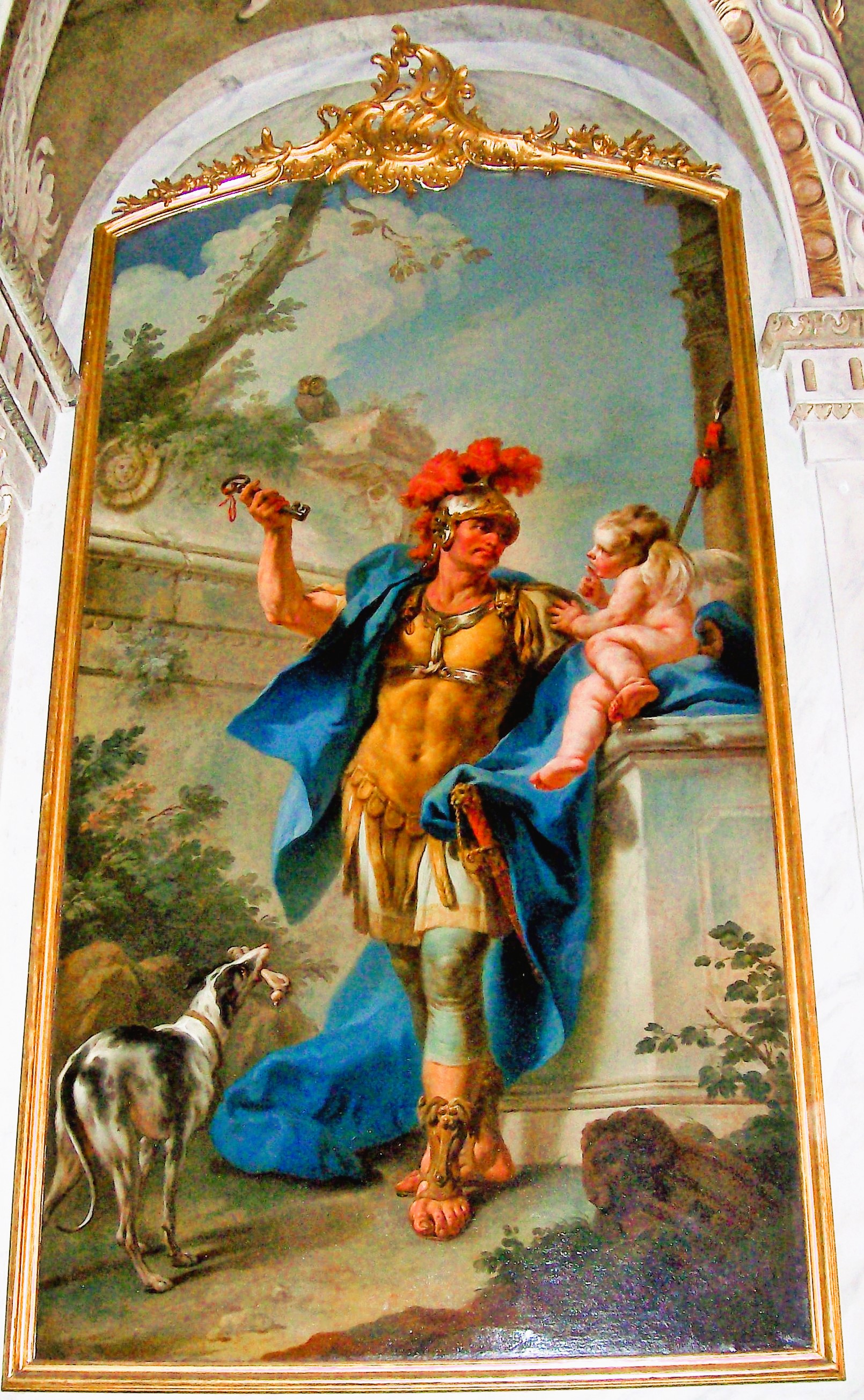
Allegoria